# Detektivbyrån
Detektivbyrån (deutsch: Das Detektivbüro) war ein Poporchester aus Göteborg, das schwedischen Folk mit Elementen der elektronischen und psychedelischen Musik verknüpfte. 

## Geschichte
Anders und Martin Molin zogen 2005 zusammen mit ihrem Freund Jon Nils Emanuel Ekström aus der schwedischen Provinz Värmland nach Göteborg, wo sie kurze Zeit später ihr Drei-Mann-Orchester gründeten. Seither zeichnete Martin Molin in einem improvisierten Studio für die Tonaufnahmen verantwortlich; Produktion, Abmischung, Mastering und Marketing wurden von dem Trio in Eigenregie und unter dem Label Danarkia betrieben. 
2006 veröffentlichten Detektivbyrån die Hemvägen EP. Ihre sieben Lieder ließen nicht nur schwedische Kritiker aufhorchen. Es folgten zahlreiche Konzertbuchungen in Skandinavien, Deutschland und sogar den USA. Anfang 2008 nahm das Trio ein Album auf: Wermland, eine musikalische Hommage an die eigene Heimat, erfüllte die hoch gesteckten Erwartungen. Für seine ausgedehnten Tourneen suchte das Orchester nun verstärkt nach Helfern für den Merchandise, aber auch, um die ungewöhnlichen Instrumente wie Porzellan-Spieldosen, Spielzeug-Pianos oder Glockenspiele sicher transportieren zu können. Ende 2008 wurden Detektivbyrån als Newcomer und Folk-Act des Jahres für zwei schwedische Grammies nominiert.
Anfang 2009 begannen die Planungen für ihr neues Album. Jon Ekström verließ die Formation. Um den kreativen Austausch zu fördern, bezogen Anders und Martin Molin am Rande Göteborgs eine gemeinsame Wohnung. Beide konnten sich in der Folgezeit jedoch nicht mehr auf eine gemeinsame musikalische Linie einigen und gaben im August 2010 die Auflösung von Detektivbyrån bekannt. Martin Molin eröffnete in Göteborg ein eigenes Studio und setzte seine Karriere mit einem Soloprojekt sowie als Mitglied der Band Nåt För Alla um die Feministin Maud Lindström fort. 2013 veröffentlichte er mit der Band Wintergatan das gleichnamige Debütalbum. Mit seiner Marble Machine, die mit Hilfe von 2000 Murmeln betrieben wird,  wurde er 2016 weltweit bekannt.

## Diskografie
- 2006: Hemvägen EP (EP)
- 2007: Lyckans Undulat (Single)
- 2008: E18 (Sammelalbum)
- 2008: Wermland (Album)